# أنجيلا ريختر
أنجيلا ريختر (بالألمانية: Angela Richter)‏ هي مخرجة ألمانية، ولدت في 1970 في رافنسبورغ في ألمانيا.

## روابط خارجية
- أنجيلا ريختر على موقع IMDb (الإنجليزية)
- أنجيلا ريختر على موقع مونزينجر (الألمانية)
- أنجيلا ريختر على موقع ميوزك برينز (الإنجليزية)